# Rila nationalpark
Rila nationalpark (bulgariska: Рила, turkiska: Rila) är en nationalpark i Bulgarien.   Den ligger i regionen Sofijska oblast, i den västra delen av landet. 
Rila nationalpark sträcker sig 37 km i öst-västlig riktning. Den högsta toppen är Musala, 2 925 meter över havet.
Rila nationalpark, som är Bulgariens största nationalpark, ligger ungefär 100 km. söder om Sofia, i de centrala och högsta regionerna i Rilabergen. Nationalparken innehåller sällsynta och hotade djurarter. Den innehåller dessutom historiska platser av kulturellt och vetenskapligt intresse. Flera av Balkans största floder börjar här. Namnet Rila kommer av det trakiska ordet 'roula' som betyder 'mängder av vatten'.